# 辻牧場
有限会社辻牧場（つじぼくじょう）は、北海道浦河郡浦河町字東幌別43番地に所在する、競走馬（サラブレッド）の生産牧場である。

## 概要
1910年に設立された日高地方でも有数の老舗牧場。
現在は生産を行う浦河町の本場に加え、様似町に育成用の分場を展開している。
牧場名義で中央・地方ともに馬主登録されている。中央競馬における登録服色は、「白、赤袖、緑鋸歯形」。

## 代表者
- 代表取締役：辻弘毅[4]

## 主な生産馬

### G1級競走優勝馬
- ハイレコード（1950年菊花賞）[1]
- タイセイホープ（1958年皐月賞）[1]
- ヒロキミ（1962年菊花賞）[1]
- ニホンピローエース（1966年皐月賞）[1]
- ニホンピロムーテー（1971年菊花賞）[1]
- インターグロリア（1977年桜花賞、エリザベス女王杯）[1]
- アドマイヤホープ（2003年全日本2歳優駿）[1]
- ハッピースプリント（2013年全日本2歳優駿）[1]
- アンジュデジール（2018年JBCレディスクラシック）[1]
- アカイイト（2021年エリザベス女王杯）

### 重賞競走優勝馬
グレード制導入後のみ記載
- インターアニマート[5]
- ダイカツケンザン[5]
- ランドヒリュウ
- ハシノケンシロウ[6]
- マルチマックス[6]
- インターライナー[6]
- プレイリークイーン[6]
- メイショウキオウ[6]
- アドマイヤフジ[6]
- ヒラボクロイヤル[6]
- アドマイヤコスモス[6]
- アドマイヤスバル[5]
- ヒラボクキング[6]
- アドマイヤデウス[6]
- スズカデヴィアス[6]
- アンビシャス[6]
- リッジマン[6]
- ヒラボクラターシュ[5]
- リカンカブール

## 主な所有馬
- プレイリークイーン
- ハッピースプリント
- リッジマン
- ギャルダル

## 主な繋養馬
種牡馬
- キタノコマンドール
- グロリアスノア
- スカーフェイス
- スズカソブリン
- ハッピースプリント
- リッチーリッチー

繁殖牝馬
- マコトブリジャール

## 過去の繋養馬
繁殖牝馬
- スプリングドリュー